# Ocenebrinae
Ocenebrinae is een onderfamilie van weekdieren uit de klasse van de Gastropoda (slakken).

## Geslachten
- Acanthina Fischer von Waldheim, 1807
- Acanthinucella Cooke, 1918
- Africanella Vermeij & Houart, 1999
- Austrotrophon Dall, 1902
- Califostoma Bean & Vermeij, 2016 †
- Ceratostoma Herrmannsen, 1846
- Chicocenebra Bouchet & Houart, 1996
- Chorus Gray, 1847
- Crassilabrum Jousseaume, 1880
- Eupleura H. Adams & A. Adams, 1853
- Forreria Jousseaume, 1880
- Genkaimurex Kuroda, 1953
- Hadriania Bucquoy & Dautzenberg, 1882
- Inermicosta Jousseaume, 1880
- Jaton Pusch, 1837
- Mexacanthina Marko & Vermeij, 1999
- Muregina Vermeij, 1998
- Nucella Röding, 1798
- Ocenebra Gray, 1847
- Ocenotrophon McLean, 1995
- Ocinebrina Jousseaume, 1880
- Pteropurpura Jousseaume, 1880
- Pterorytis Conrad, 1863
- Roperia Dall, 1898
- Trochia Swainson, 1840
- Urosalpinx Stimpson, 1865
- Vaughtia Houart, 1995
- Vokesinotus Petuch, 1988
- Xanthochorus P. Fischer, 1884
- Zacatrophon Hertlein & Strong, 1951